# Limerick Football Club
El Limerick Football Club (en irlandés: Club Peile Luimnigh) fue un club de fútbol de Irlanda, con sede en Limerick.

## Historia
Fue fundado en el año 1937 en la ciudad de Limerick, siendo un equipo que a través de su historia ha variado su nombre muchas veces, como Limerick FC, Limerick United, Limerick City y Limerick 37.
El equipo ha sido campeón de liga en 2 ocasiones, 2 Copas de Irlanda, 2 Copas de la Liga y 2 FAI Shield entre otros.
A nivel internacional ha participado en 6 torneos continentales, donde nunca ha podido superar la Primera Ronda.

## Palmarés

### Torneos nacionales
- Liga de Irlanda (2): 1959-60, 1979-80
- Copa de Irlanda (2): 1970-71, 1981-82
- Copa de la Liga de Irlanda (3): 1975-76, 1992-93, 2001-02
- Escudo de Irlanda (2): 1953-54, 1983-84
- Segunda División (3): 1991-92, 2012, 2016
- Copa de la Ciudad de Dublín (2): 1958-59, 1969-70

### Torneos locales
- Liga de Munster (1): 1985-86
- Copa de Munster (13): 1937-38, 1948-49, 1953-54, 1958-59, 1962-63, 1976-77, 1983-84, 1984-85, 1988-89, 1994-95, 2005-06, 2011-12, 2014-15

## Participación en competiciones de la UEFA
| Temporada | Torneo           | Ronda            | Club                | Casa | Visita | Global |
| --------- | ---------------- | ---------------- | ------------------- | ---- | ------ | ------ |
| 1960–61   | Copa de Europa   | Ronda preliminar | Young Boys          | 0–5  | 2–4    | 2–9    |
| 1965–66   | Recopa de Europa | 1R               | CSKA Cherveno Zname | 1–2  | 0–2    | 1–4    |
| 1971–72   | Recopa de Europa | 1R               | Torino              | 0–1  | 0–4    | 0–5    |
| 1980–81   | Copa de Europa   | 1R               | Real Madrid         | 1–2  | 1–5    | 2–7    |
| 1981–82   | Copa de la UEFA  | 1R               | Southampton         | 0–3  | 1–1    | 1-4    |
| 1982–83   | Recopa de Europa | Ronda preliminar | Alkmaar             | 1–1  | 0–1    | 1–2    |